# Lukániai vázafestészet

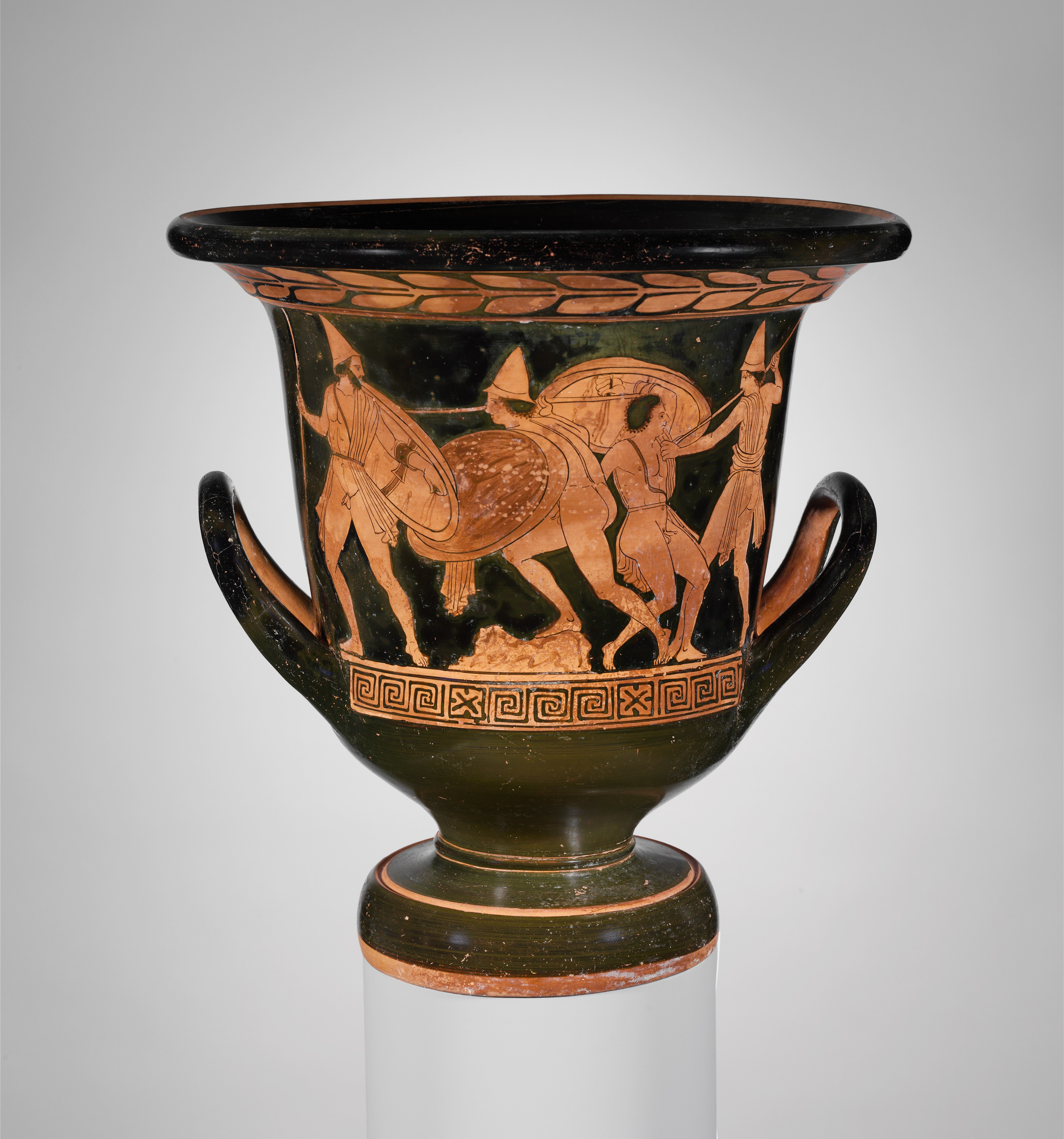
Kehely-kratér, Amükosz-festő, i. e. 5. század utolsó harmadától
Metropolitan Művészeti Múzeum, New York

A Lukániai vázafestészet az ókori görög vörösalakos vázafestészet egyik dél-itáliai helyi változata volt az i. e. 5. század utolsó harmadától körülbelül i. e. 315-ig. Kialakulásához köze lehetett Thurioi gyarmat megalapításának (i. e. 443), miután több attikai vázakészítő települt át Itáliába. Az ásatások eredményei viszont arra utalnak, hogy az első műhelyek nem Thurioiban hanem Metapontionban alakultak ki. Ennek a lukániai iskolának két legkorábbi mestere a Pisticci- és az Amükosz-festő. Azt előbbi feltehetően kapcsolatban állt a Polügnótosz környezetéhez tartozó attikai festőkkel, köztük az Akhilleusz-festővel. Az első generáció idejében készültek az úgynevezett P. K. P csoporthoz tartozó edények is.
Később Metapontionban működött a Kreusza-festő és a Dolón-festő műhelye is, az innen kikerülő edények több szempontból hasonlítottak a tarantóban készült egykorú alkotásokra. Ezután a lukániai vázafestészet hanyatlani kezdett, ennek első szakaszára datálható a Brooklyn-Budapest-festő és a Khoéphoroi-festő karrierje. Az i. e. 4. század második felében a műhelyek valószínűleg a tengerparttól távolabb fekvő településekre költöztek át és sorozatban gyártottak kevésbé kifinomult termékeket. Ekkor alkotott a lukániai iskola három utolsó jelentősebb egyénisége a Roccanova-festő, A nápolyi 1959 festője és a Primato-festő.  

## Kezdetek

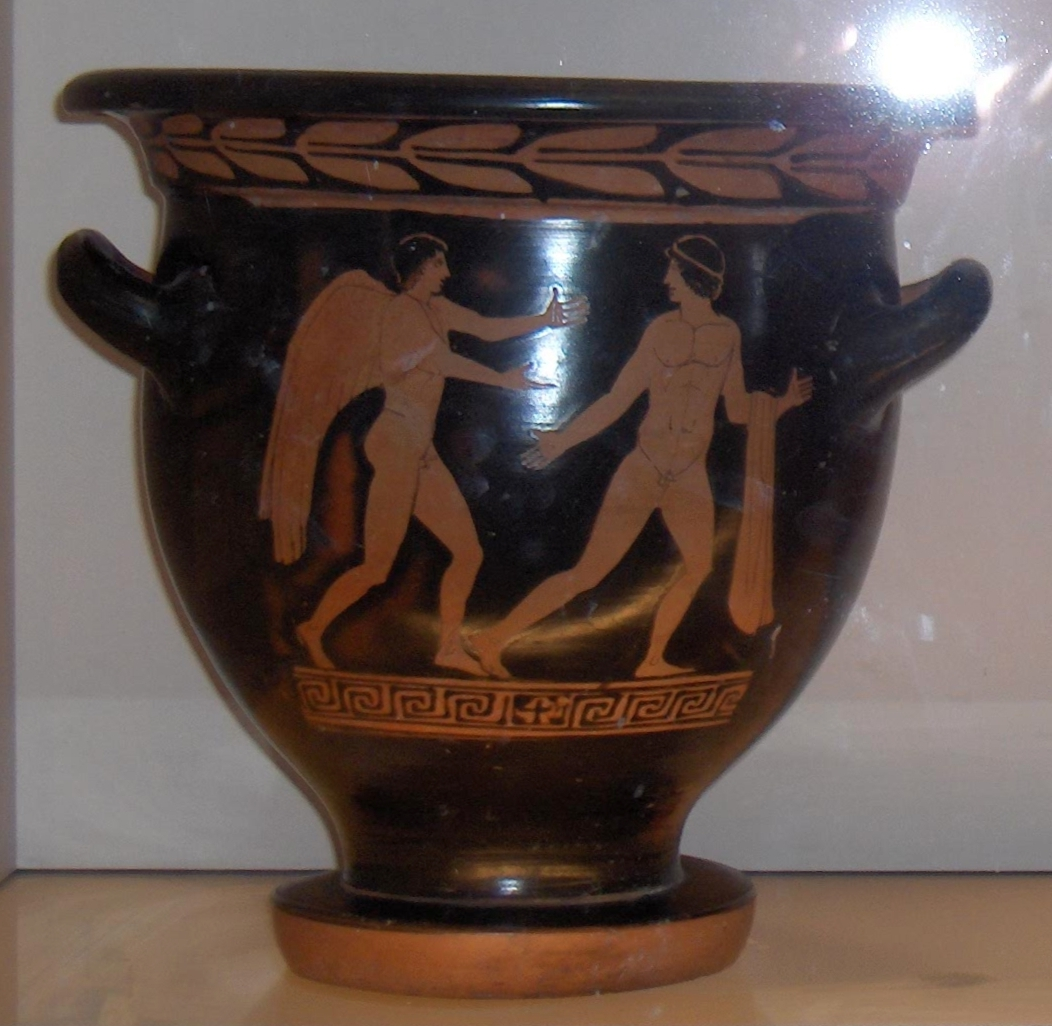
Has-kratér, Pisticci-festő, i. e. 5. század utolsó harmada

A legkorábbi dél-itáliai műhely ahol vörösalakos vázákat díszítettek a Pisticci-festő műhelye volt. A festő nevét a Metapontiontól húsz kilométerre nyugatra lévő településről kapta, ahol számos vázáját megtalálták. Két kollégájával együtt (a Küklópsz- és Amükosz-festővel, akiket az ismert legszebb vázájukon ábrázolt jelenetekről neveztek el) főleg Dionüszoszhoz és követőihez, valamit a mindennapi élethez kapcsolódó jelenetekkel díszítettek főleg has-kratéreket. Ez utóbbi gyakrabban festett mitológiai témájú képeket, de az ilyen ábrázolásoknak itt kisebb volt a jelentősége mint Apuliában. A Pisticci-festő úgy tűnik az i. e. 5. század harmincas éveiben kezdte karrierjét abból ítélve, hogy alkotásai nagy hasonlóságot mutatnak az akkori Attikai edényekkel. A Küklopsz-festő a Pisticci festő közeli munkatársa volt, névadó vázája azt a jelenetet ábrázolja amikor Odüsszeusz megvakítja a részeg küklópszot miközben szatírok veszik körül. 
A korai lukániai művészek közül az Amükosz-festő volt a legjelentősebb, akihez több mint kétszáz váza és számos töredék köthető. Úgy tűnik a Küklópsz-festőhöz hasonlóan ő is a Pisticci-festő műhelyében tanult, korai munkáira erősen hatott mesterének stílusa, ez különösen szembetűnő nő- és férfialakjain és szatírábrázolásain. Alkotásai között megjelenik egy újfajta edényforma a nesztorisz, olasz nevén trozzella. Ez az edényforma később meglehetősen népszerű lett a lukániában miközben az edény teste egyre oválisabbá vált. Apuliában sokkal kevésbé volt elterjedt, csak körülbelül fél évszázaddal később jelent meg. Az amükosz-műhelyben számos kevésbé jelentős művész is dolgozott akik kisebb méretű edényeket díszítettek.  

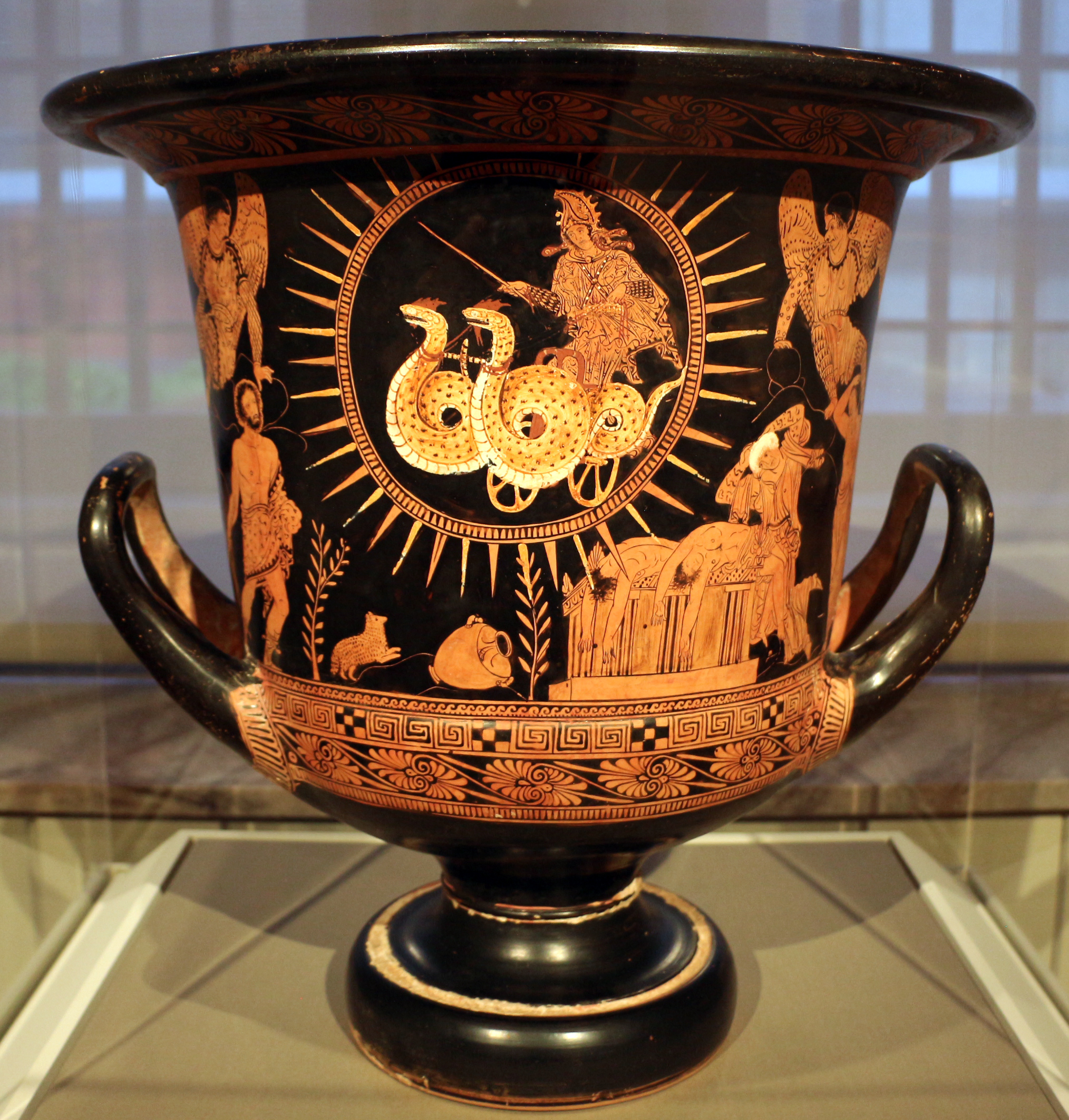
Kehely-kratér, a Policoro-festő köre, i. e. 400 körül,

Közvetlenül az Amükosz-festő munkássága után készült a korai lukániai alkotások egyik legfontosabb edénycsoportja, amit gyakran P. K. P csoportnak is neveznek a legjelentősebb közreműködő festőkről, a Palermo-, a Karneia- és a Policoro-festőkről. Jó néhányat Policoroban találtak meg, az ókori Hérakleiában és feltételezhetően itt is készültek. Sok közülük nagyméretű edény, amelyeket nagy formátumú mitológiai jelenetekkel díszítettek. Ezek az edények a legszebb korai lukániai alkotások közé tartoznak, egy szinten állnak az egykorú tarantói vázákkal. 
A Palermo-festő, akinek festésmódja hármójuk közül a legközelebb áll az Amükosz-festő stílusához nőalakjai ábrázolásakor a Küklopsz-festőtől is átvett elemeket főleg a drapériák, a haj és az arcok kialakításakor. Nőalakjai időnként mesterkéltek, ennek ellenére a festő képes volt jelentős témákat monumentális stílusban ábrázolni. A híres, Tarantóban előkerült Karneia kratér a Dionüszosz jelenettel egyike a legszebb dél-itáliai edényeknek és felismerhető rajta az Amükosz- és a Palermo-festő hatása is. Policoroban előkerült öt mitológiai jelenetekkel díszített edény, ezek egy alkotóhoz a Policoro-festőhöz közhetők. Közülük három nagyméretű (körülbelül 45 centiméter magas) hüdria a másik kettő peliké. A Policoro-festő az arcokat vagy szemből vagy háromnegyedes módon ábrázolta, és sokszor festett lobogó drapériákat. A szemeket úgy festette meg, hogy a szemben ábrázolt arcoknál a tekintet a nézőre szegeződik. A figurák gazdagon díszített ruhái a színháznak a vázafestőkre gyakorolt hatásáról tanúskodik. A Policoro-festő legtöbb munkája valószínűleg az i. e. 4. század első éveire datálható.

## Második generáció

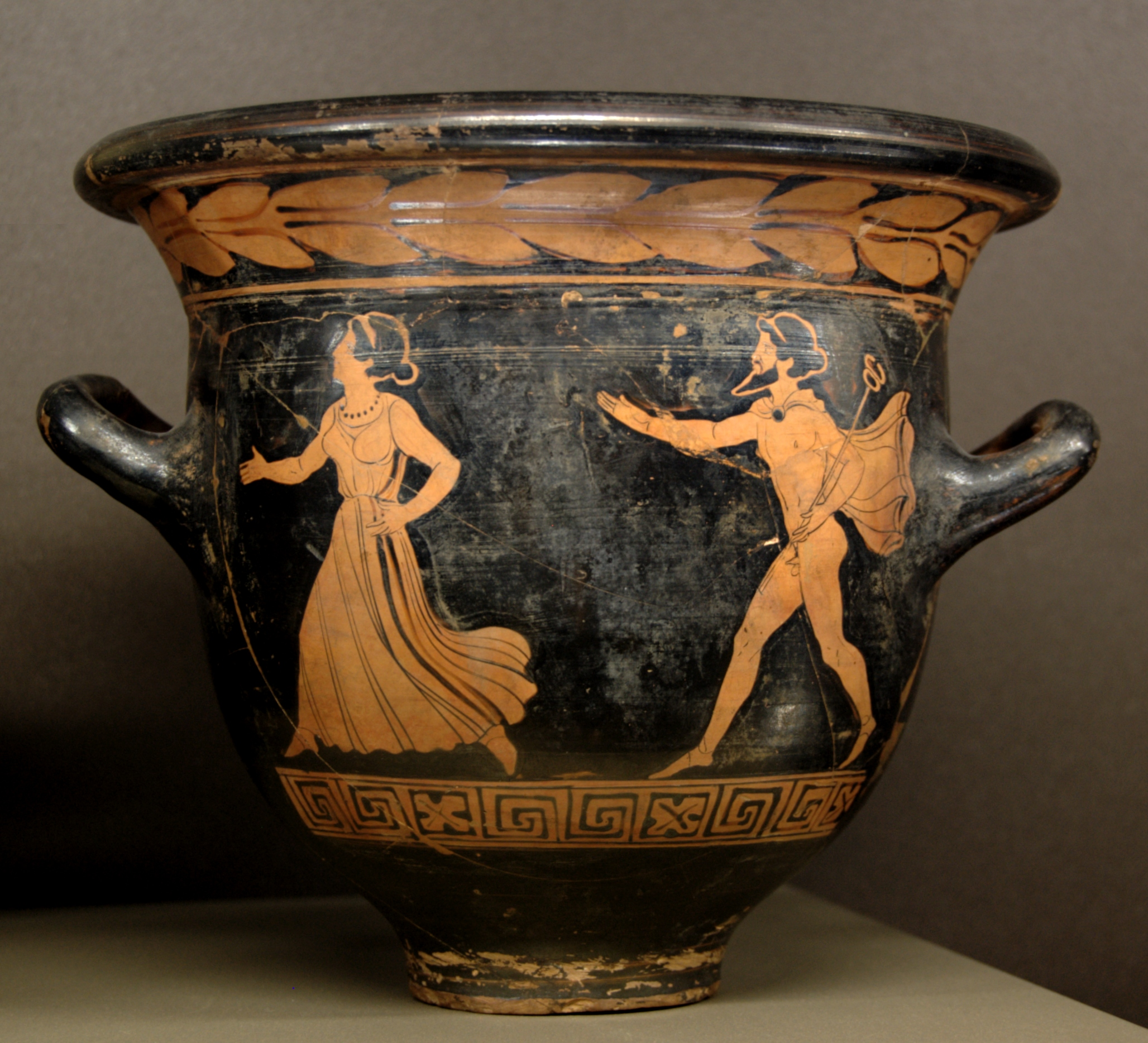
Has-kratér, Dolón-festő, i. e. 390 – 380 között

A metapontioni műhelyben dolgozó második generáció tagjai közül a három legkiemelkedőbb az Anabatész-, a Kreusza- és a Dolón-festő volt, ők mindhárman az Amükosz-festő közvetlen utódainak tekinthetők. A feltárások során mindhármuknak előkerültek töredékes munkái. Az Anabatész-festőnek viszonylag kevés alkotását találták meg, viszont a másik két festőnek jelentős mennyiségű vázája került elő. A három festő hasonló stílusban dolgozott és hasonló témákat is ábrázoltak az edények mindkét oldalán. A hátoldalon legtöbbször felöltözött fiatal férfiakat jelenítettek meg. A hasonlóságok mellett kifejlesztették saját stíluselemeiket is, ezek alapján főleg késői alkotásaik könnyen megkülönböztethetőek. Festésmódjuk nagyon hasonlít az egykorú apuliai "egyszerű" stílusban készült edényekhez, főleg a Tarporley-festő műhelyéből kikerült alkotásokhoz. Ez főleg a Dolón-festő vázáin figyelhető meg, és az is feltételezhető, hogy egy időben együtt dolgozott vele, mivel a Tarporley-festő egyik vázája Metapontionból került elő. Metapontion közel fekszik Tarantóhoz, így az egyes műhelyekben dolgozó festők kapcsolatban állhattak egymással. Ez a jelenség a P.K.P. csoporthoz tartozó nagyobb edényeken is megfigyelhető amelyek hasonlóságot mutatnak a Sziszüphosz-festő munkáival. 
Az Anabatész-festő névadó vázáján egy győztes lovas (anabatész) látható, figuráinak jellegzetességei az vékony, lefelé görbülő vonallal ábrázolt összeszorított száj, valamint az edények hátsó oldalán lévő felöltözött fiatal férfiak gyapjú köpenyének (himatia) szélén látható vastag fekete szegély. 
A Kreusza-festőnek eddig több mint százharminc vázája került elő így stílusának fejlődése jól nyomon követhető. Korábbi névadó vázáját ma már a Dolón-festő alkotásának tekintik. Munkáira jellemző, hogy egy készletből ábrázolt figurákat, amelyek gyakran ismétlődnek az edényeken. Ismétlődő alakjai közé tartozik a ruhátlan férfiábrázolás (harcos, Erósz, fiatal férfi) és a peploszba öltözött nőalak. Legtöbbször has-kratérokat festett de néhány volutás-kratért is díszített. A Dolón-festőhöz mintegy ötven váza és számos töredék köthető, a legtöbb művészetének érett korszakából származik. Főleg kratéreket és hüdriákat díszített, de kedvelt edényformája volt a nesztorisz is. 
A Kreusza-Dolón műhely aktivitása az i. e. 5. század vége és i. e. 370 közé datálható. Korai vázáik egyidőben keletkezhettek az Amükosz-festő késői munkáival, a következők a Tarporley-csoporttal, késői munkáik pedig a Khoéphoroi-festő alkotásaival lehettek egyidősek. A metapontioni műhely ezután beszüntette tevékenységét és amikor később újraindult benne a termelés már csak tisztán apuliai stílusú edényeket gyártottak. A Dolón-festő működése után úgy tűnik a vázafestők messzebb költöztek a tengertől a szárazföld belsejébe (Anzi, Armento, Roccanova), ahol az elszigeteltség miatt alkotásaik művészi színvonala rohamosan csökkenni kezdett.

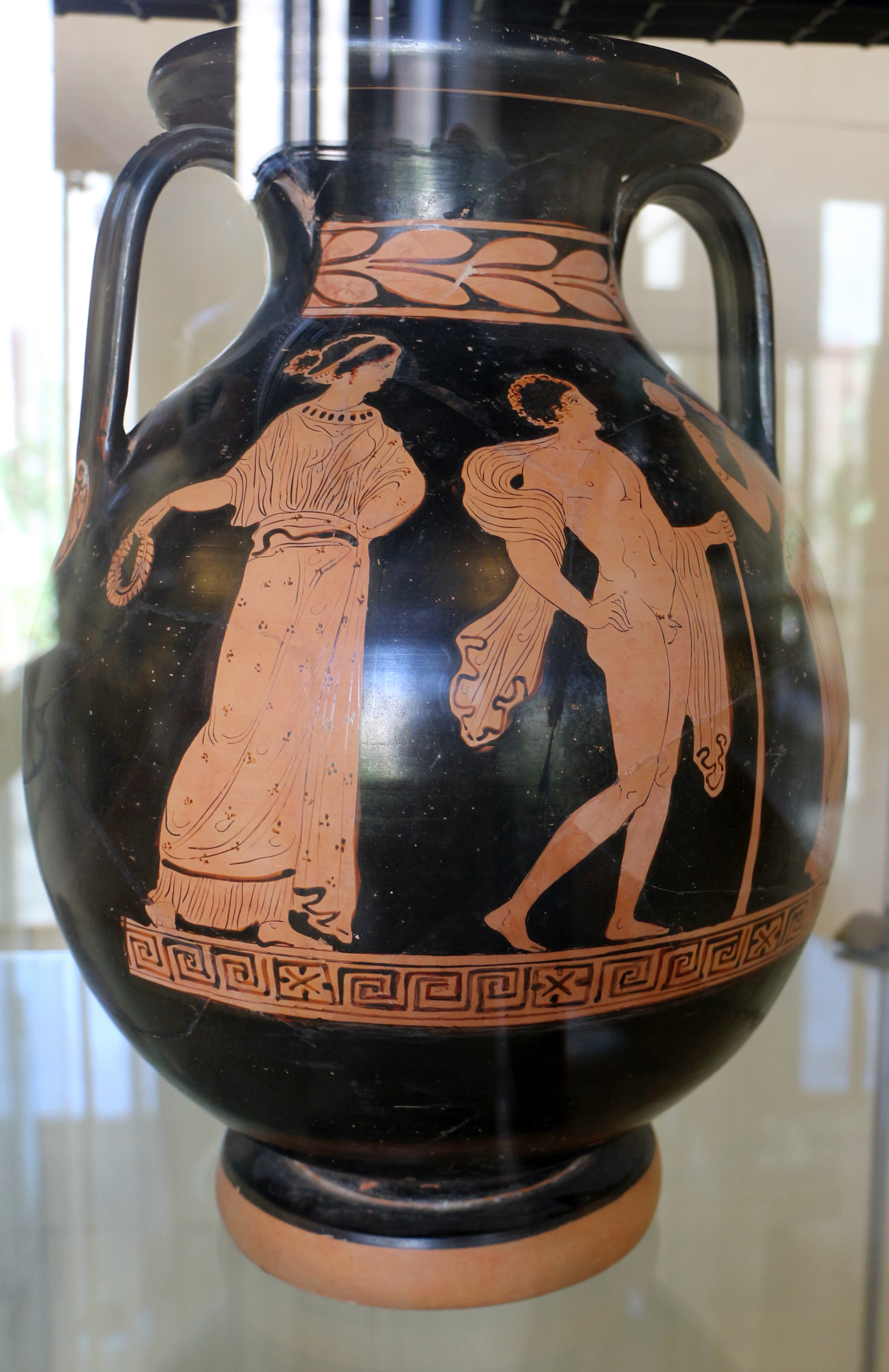
Peliké, Kreusza-festő, i. e. 380-370 között
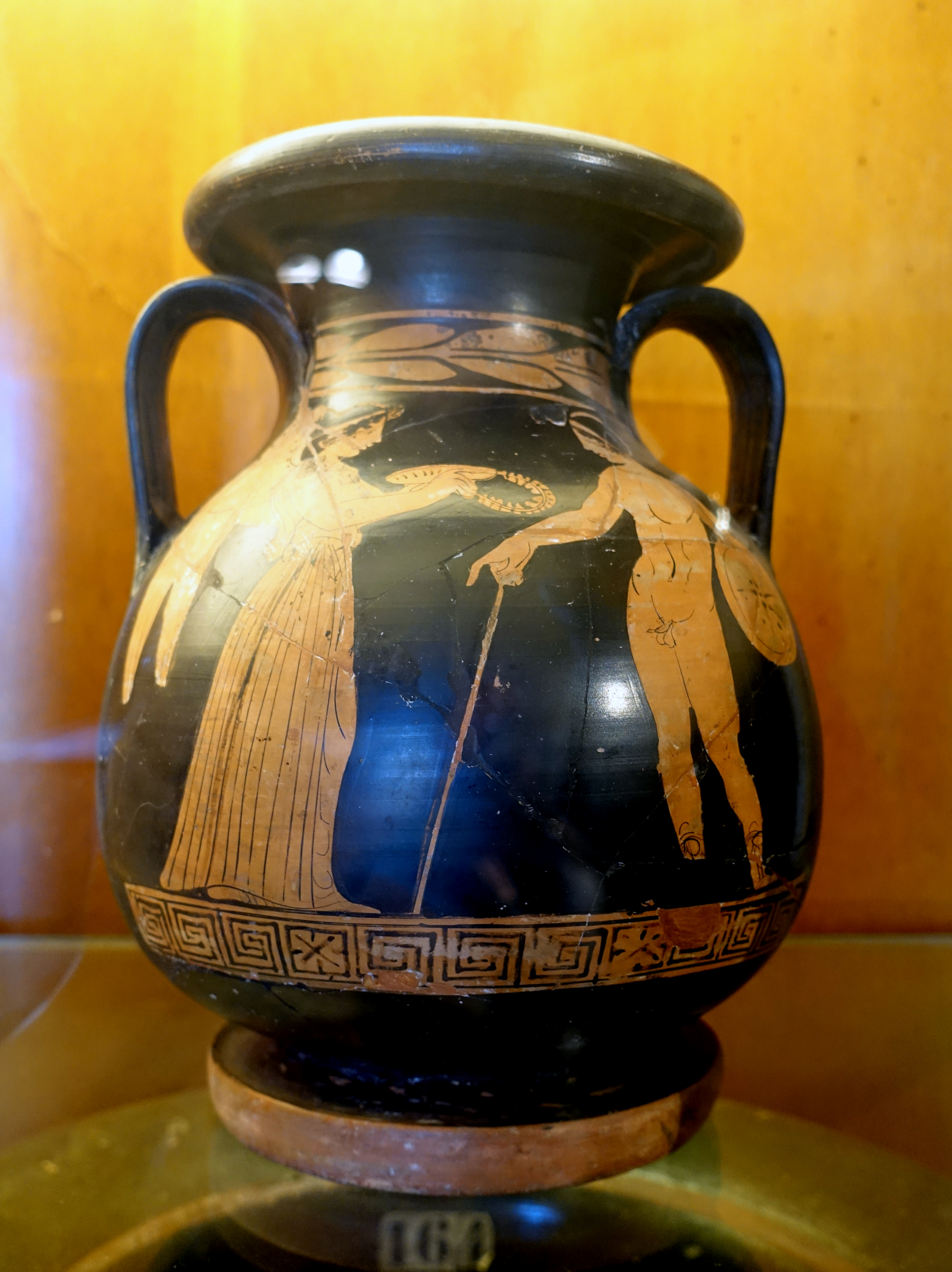
Vörösalakos lukániai edény, feltételezhetően a Kreusza-festő alkotása, i. e. 370 körül
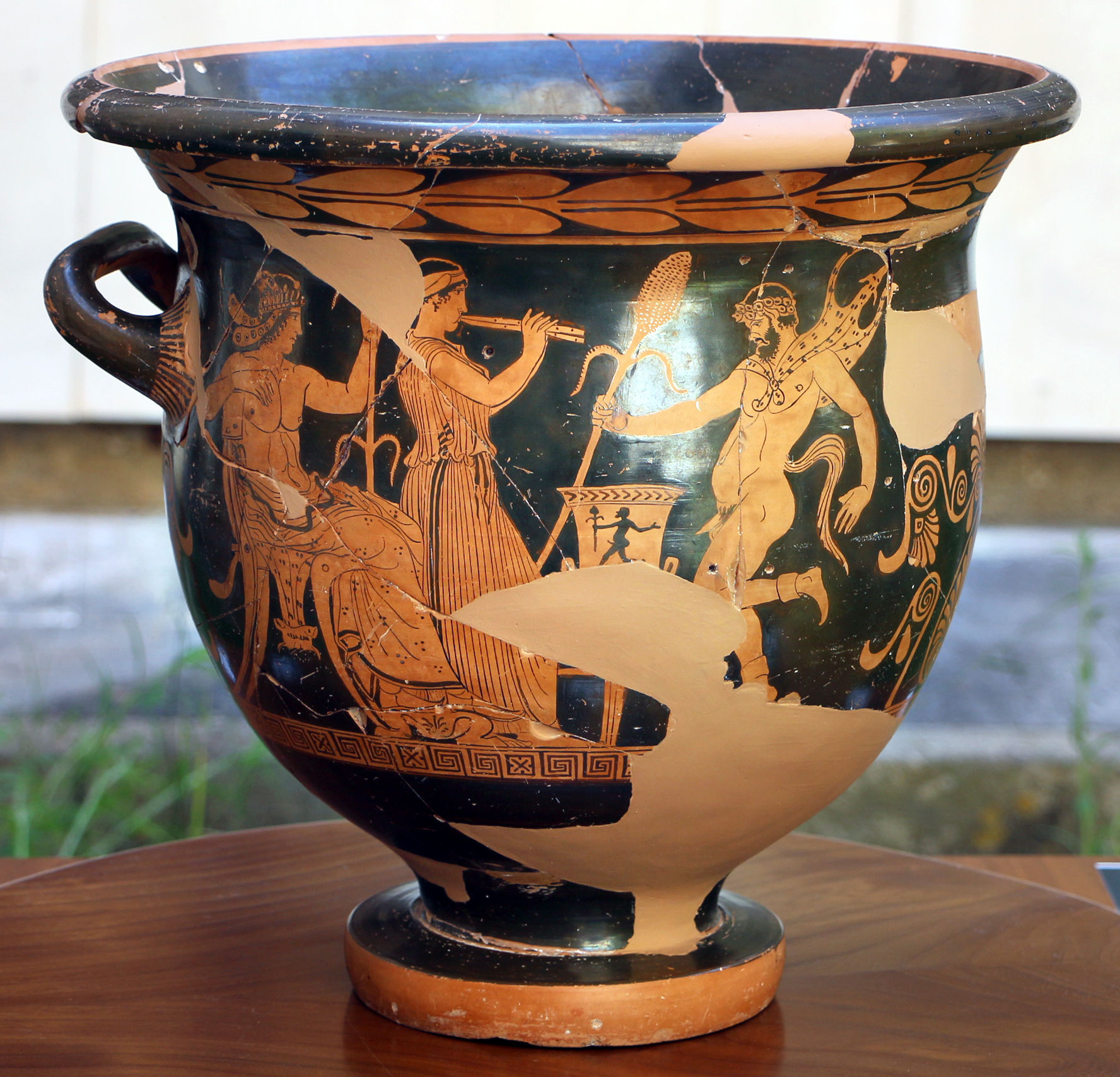
a metapontioni ásatások során előkerült kratér, i. e. 410-400 között
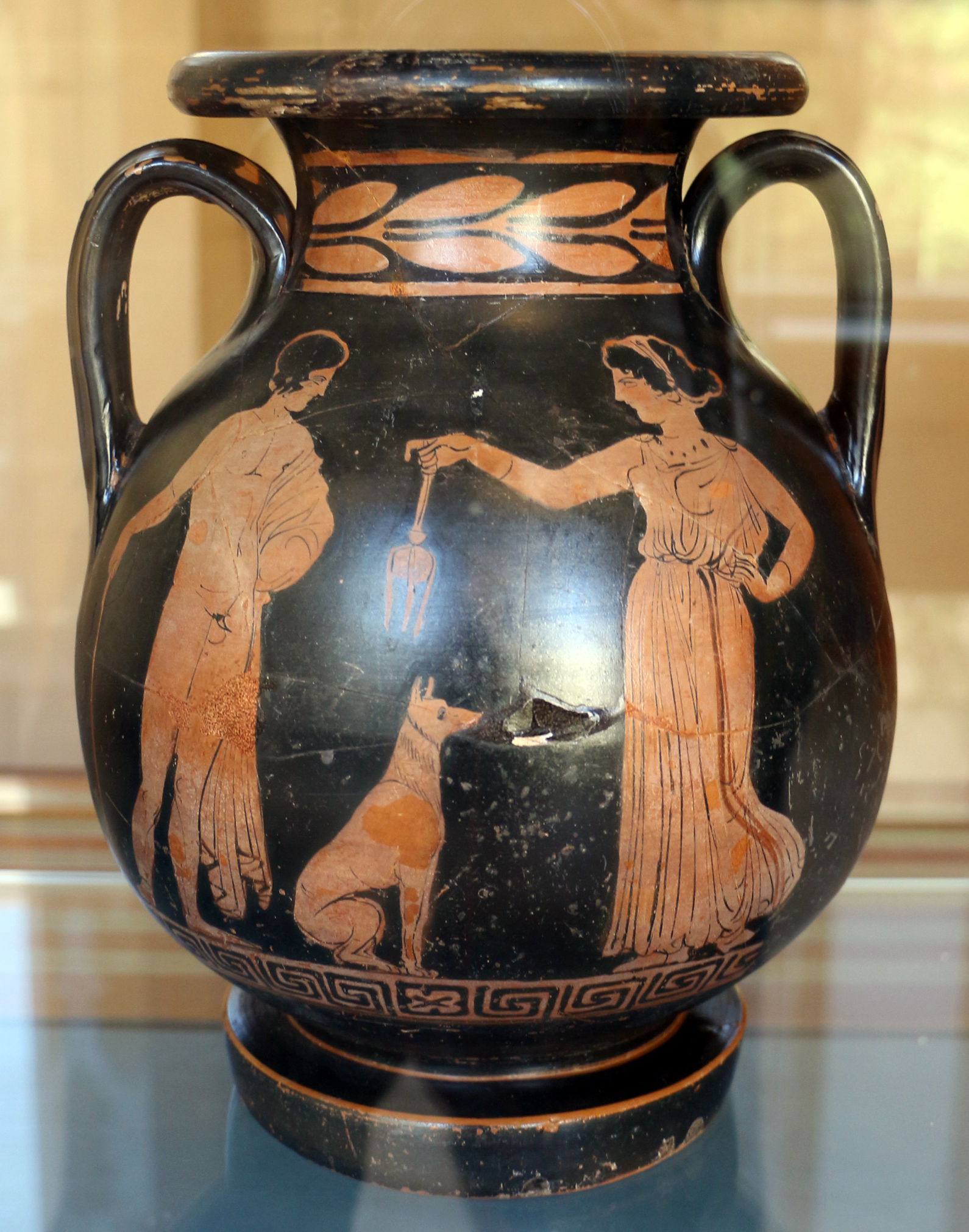
Peliké, Dolón-festő, i. e. 380-370 között

## Hanyatlás

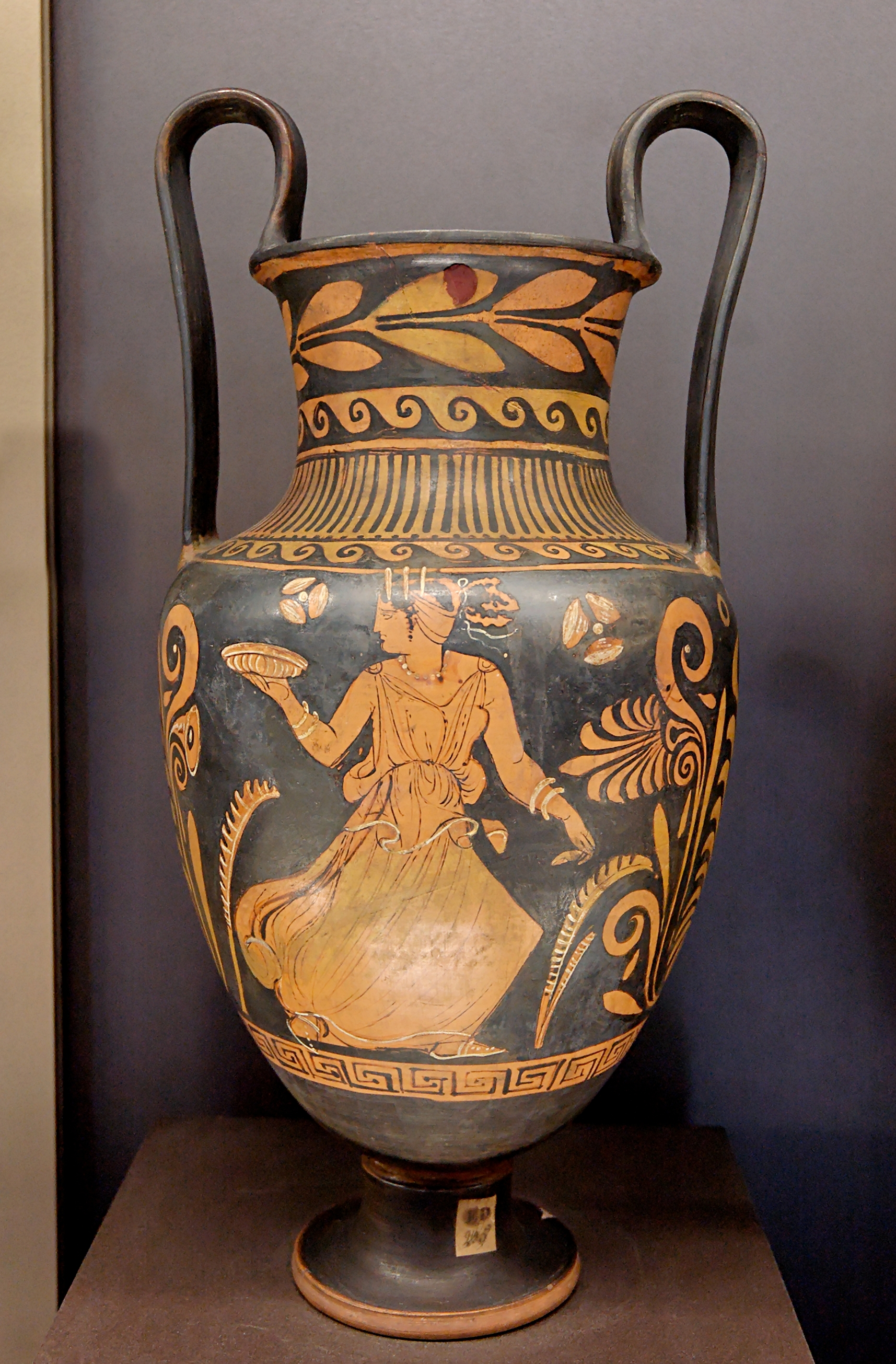
Nesztorisz, Primato-festő, i. e. 4. század közepe, Párizs, Louvre

Az amükoszi hagyományok folytatója volt (igaz erőteljes apuliai hatás mellett) a Brooklyn-Budapest-festő, a Kreusza- és a Dolón-festő kortársa. A hozzá köthető vázák egy részét korábban apuliai eredetűnek gondolták. Témaválasztása nem túl eredeti, kevés mitológiai képtől eltekintve legtöbbször Dionüszoszhoz köthető, illetve a mindennapi életből vett jeleneteket ábrázolt. Rajzainak színvonala főleg késői alkotásain leromlott. A Kreusza- a Dolón- és Brooklyn-Budapest-festő követője volt a Khoéphoroi-festő, hatásuk főleg drapériaábrázolásain és korábbi készletből felhasznált figuráin ismerhető fel.   
A Khoéphoroi-festő munkássága után a lukániai vázafestészet egyre provinciálisabbá vált, a festők korábban is ábrázolt jeleneteket festettek az elődeiktől örökölt készlethez tartozó figurák felhasználásával vagy az egykorú apuliai "egyszerű" vagy "díszített" stílusban festett képeket alakították át. Elszigeteltségük miatt nem tudták limitált témáikat kibővíteni és rajzkészségüket fejleszteni. Ez utóbbinak egyre romlott a színvonala, ami világosan felismerhető a lukániai iskola három utolsó jelentősebb festőjének a Roccanova-, a Primato-festőnek és A nápolyi 1959 festőjének ábrázolásain. Mindhárman az i. e. 4. század második felében alkottak.
A Roccanova-festő karrierjét valamivel i. e. 340 előtt kezdhette, korai képein a Brooklyn-Budapest-festő hatása ismerhető fel. Témaválasztásában nélkülözött minden eredetiséget, jellegzetes figurája az ujjatlan khitónba öltözött nőalak és álló vagy ülő ruhátlan férfialak. Másodlagos díszítésein gyakran használt feketealakos technikát is virágmotívumai nagymértékben különböznek az egykorú apuliai mintáktól. Késői munkáin figuráinak művészi színvonala drámaian leromlott, arcuk kifejezéstelenné vált. A nápolyi 1959 festője egyes stíluselemeit a Brooklyn-Budapest-festő és a Khoéphoroi-festő késői munkáiból vette át, képei ezen kívül az egykorú apuliai festésmód hatása is felismerhető. Provinciális alkotó volt, vázáin egy készletből kiválasztott gyakran ismétlődő alakok és másodlagos díszítmények jelennek meg, bár képeinek témája kicsit változatosabb mint a Roccanova-festőé. A Primato-festő a késői lukániai vörösalakos vázafestészet utolsó jelentősebb alkotója volt. Korai munkáin az apuliai műhelyek erőteljes hatása ismerhető fel, majd miután egy elszigetelt területen saját műhelyt alapított vázáin a korábbi munkáiból kölcsönzött témákat és figurákat ismételte. A késői lukániai vázafestőkhöz képest változatosabb témákat jelenített meg, mitológiai témájú képeket is festett.